# Trachyphyllia geoffroyi
Trachyphyllia geoffroyi е вид корал от семейство Trachyphylliidae. Възникнал е преди около 2,59 млн. години по времето на периода неоген. Видът е почти застрашен от изчезване.

## Разпространение и местообитание
Разпространен е в Австралия, Британска индоокеанска територия, Вануату, Виетнам, Джибути, Египет, Еритрея, Йемен, Израел, Индия, Индонезия, Йордания, Камбоджа, Кения, Коморски острови, Мавриций, Мадагаскар, Майот, Малайзия, Малдиви, Мианмар, Мозамбик, Нова Каледония, Папуа Нова Гвинея, Провинции в КНР, Реюнион, Саудитска Арабия, Сейшели, Сингапур, Соломонови острови, Сомалия, Судан, Тайван, Тайланд, Танзания, Филипини, Шри Ланка и Япония.
Обитава пясъчните дъна на океани, морета, заливи, лагуни и рифове в райони с тропически климат. Среща се на дълбочина от 2,5 до 616 m, при температура на водата от 24,5 до 28,4 °C и соленост 33,2 – 35,4 ‰.

## Описание
Популацията на вида е намаляваща.